# 펠리피 몬테이루
펠리피 아우구스투 지 아우메이다 몬테이루(포르투갈어: Felipe Augusto de Almeida Monteiro, 1989년 5월 16일 ~ )는 브라질의 축구 선수로 현재 잉글랜드 프리미어리그의 노팅엄 포리스트에서 센터백으로 활약하고 있다.